# 3012 Minsk
3012 Minsk (1979 QU9) là một tiểu hành tinh nằm phía ngoài của vành đai chính được phát hiện ngày 27 tháng 8 năm 1979 bởi N. Chernykh ở Nauchnyj.